# Port lotniczy Asfi
Port lotniczy Asfi (IATA: SFI, ICAO: GMMS) – port lotniczy położony w Asfi, w regionie Dukkala-Abda, w Maroku.